# 多環矛吻海龍
多環矛吻海龍（学名：Doryrhamphus multiannulatus），为輻鰭魚綱棘背魚目海龍魚科的其中一種，分布於西印度洋區，東非、南非、留尼旺、塞席爾群島、葉門、模里西斯、馬爾地夫等海域，棲息深度3-45公尺，體長可達19公分，棲息在珊瑚礁縫隙及洞穴，通常成對出現，卵胎生。

## 外部連結
- 強氏矛吻海龍的圖片